# Aldfield (Québec)
Pour les articles homonymes, voir Aldfield (homonymie).
Aldfield est une ancienne municipalité de canton du comté de Gatineau, au Québec. Créée le 1er janvier 1878, elle est fusionnée à d'autres municipalités environnantes le 1er janvier 1975 afin de constituer la municipalité de La Pêche. 
Le territoire d'Aldfield comprenait le village de Lac-des-Loups et le hameau d'East Aldfield.